# Frau von Oßmannstedt
Koordinaten: 51° 0′ 37″ N, 11° 25′ 48″ O
Das altthüringische Einzelgrab der Frau von Oßmannstedt wurde im Jahr 1965 bei Oßmannstedt im Landkreis Weimarer Land in Thüringen gefunden. Es lag an einer alten Furt der Ilm.

## Fundumstände
Im Jahr 1965 begannen Bauarbeiten für die Errichtung einer Stallanlage der LPG-Tierproduktion Oßmannstedt am westlichen Ortsrand, neben dem denkmalgeschützten Wielandgut. Aus der Ortsakte waren bereits Siedlungsgruben am Steilufer der Ilm bekannt, daher beaufsichtigten zwei Archäologen die Erdarbeiten. Bei der Anlage einer Jauchegrube für die Ställe war auch Handschachtung erforderlich, wobei die Arbeiter in einer Tiefe von 2,1 m auf eine Bestattung (ein Beinknochen und Teile der Goldkette) trafen. Diesem Umstand ist die fachgerechte und vollständige Bergung zu verdanken. Nachdem die enorme wissenschaftliche Bedeutung des Fundes auch in der Öffentlichkeit bekannt gemacht wurde erhielten die beteiligten Bauarbeiter eine Fundprämie in Höhe von 2.300 Mark.

## Datierung
Das Grab wird zwischen 454 und 489 n. Chr. in die Zeit des Niedergangs der Hunnenherrschaft und der Übersiedlung der Ostgoten nach Italien datiert. Die Bestattung gilt als Nachweis germanisch-reiternomadischer Beziehungen in der 2. Hälfte des 5. Jahrhunderts.

## Fundbeschreibung
„Der reiche, byzantinisch beeinflußte Schmuck weist die Tote als Angehörige des ostgotischen Adels aus und ist ein Zeugnis für den zunehmenden Kunststil aus dem Südosten und frühe ostgotisch-donauländische Beziehungen zum thüringischen Gebiet.“

### Bestattung
Die Frau war in einer über zwei Meter tiefen Grube in einem schmalen Holzsarg beigesetzt, von dem Reste erhalten waren, ihr Reichtum macht augenscheinlich, dass sie dem Adel angehörte.

### Funde
Unter den Beigaben befanden sich:

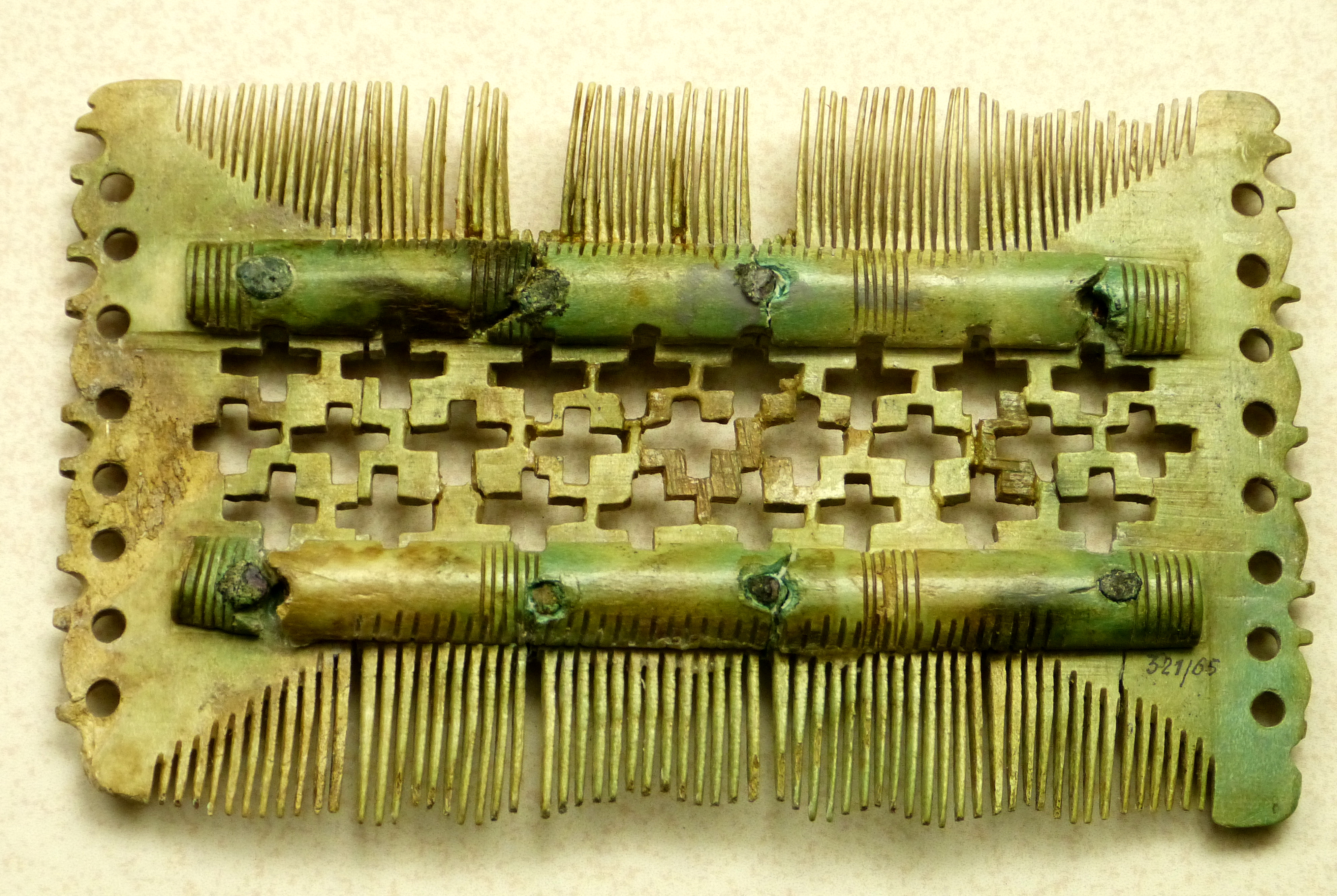
Doppelkamm mit drei Kreuzreihen, Kamm donauländischer Provenienz

- eine goldene, sieben Zentimeter lange Adlerfibel, die Vorderseite war mit 40 Almadinen in Goldzellentechnik, die Rückseite mit einer Goldplatte versehen, die einen Adler als eingearbeitetes Ziermotiv zeigt
- eine 120 Zentimeter lange goldene Kette mit einer Bernsteinperle,
- eine goldene nierenförmige Gürtelschnalle byzantinisch-reiternomadischer Provenienz mit Granatplättchen in Goldzellentechnik,
- eine Tasche mit Silberbeschlägen,
- ein Knochenkamm mit Kreuz donauländischer Provenienz,
- ein goldener Fingerring,
- ein runder, zerbrochener Weißmetallspiegel in Fragmenten, sein Durchmesser betrug sieben Zentimeter,
- zwei schwere goldene Ohrringe.[6]

Reiternomadischer Bezug
Den Kontakt mit Ostgoten bezeugt das Elitegrab der jungen Frau aus der Zeit des Thüringer Reichs um 480 n. Chr. Nach reiternomadischer Sitte wurde ihr bereits als Kind der Kopf künstlich deformiert. Diese Deformation wurde erreicht, indem der Kopf des heranwachsenden Kindes andauernd mit Binden umwickelt wurde. Wahrscheinlich lebte sie in ihrer Jugend unter hunnischer Oberhoheit.
Ihr Goldschmuck – ein Paar Ohrringe, ein Fingerring, eine nierenförmige Gürtelschnalle mit Einlagen aus rotem Granat sowie eine 1,20 Meter lange Kette mit einer Bernsteinperle und der Adlerfibel – und ein traditionell zerbrochener Weißmetallspiegel weisen darauf hin, dass die junge Frau der ostgotischen Elite zugehörig war. Vermutlich war sie auf ihrer Reise im Reich der Thüringer verstorben.
Adlerfibel
Nur wenige Frauen trugen die völkerwanderungszeitlichen Adlerfibeln. In das Zellwerk der Fibel waren kostbare filigrane Granatscheiben aus Sri Lanka eingelegt. Auf der Rückseite der Fibelgrundplatte hatte der Goldschmied naturalistisch das Gefieder des Adlers graviert.
Der Adler als ein sehr altes Symbol der Herrschaft symbolisierte im frühen Christentum zugleich die Auferstehung Christi und die allumfassende Macht des Schöpfers.